# Isaak van Ostade
Isaak van Ostade (Haarlem, 2 de junio de 1621-16 de octubre de 1649) fue un pintor holandés de paisajes y escenas de género.
Comenzó a estudiar pintura con su hermano Adrián hasta que en 1641 empezó a trabajar por su cuenta. Al principio estaba influenciado por Rembrandt pero pronto encontró un estilo más personal aunque casi siempre su trabajo estuvo subordinado al de su hermano. En 1643 ingresó en el gremio de San Lucas de Haarlem. A partir de 1644 empezó a distinguirse de su hermano en las escenas de género con un río helado. Entre 1646 y 1649 realizó cuadros de posadas en los cruces de caminos con un estilo muy personal. Murió a los 28 años de edad.
Se le conocen más de cien pinturas, aunque según De Groot hizo más de cuatrocientas, casi todas escenas de género, paisajes y retratos. Sus obras se encuentran en diversas colecciones, como la del Palacio de Buckingham, la National Gallery, la Colección Wallace, el Museo del Louvre, el del Hermitage, el Thyssen de Madrid, el Museo Boijmans Van Beuningen de Róterdam y la colección Rothschild en Viena.

## Algunas de sus obras

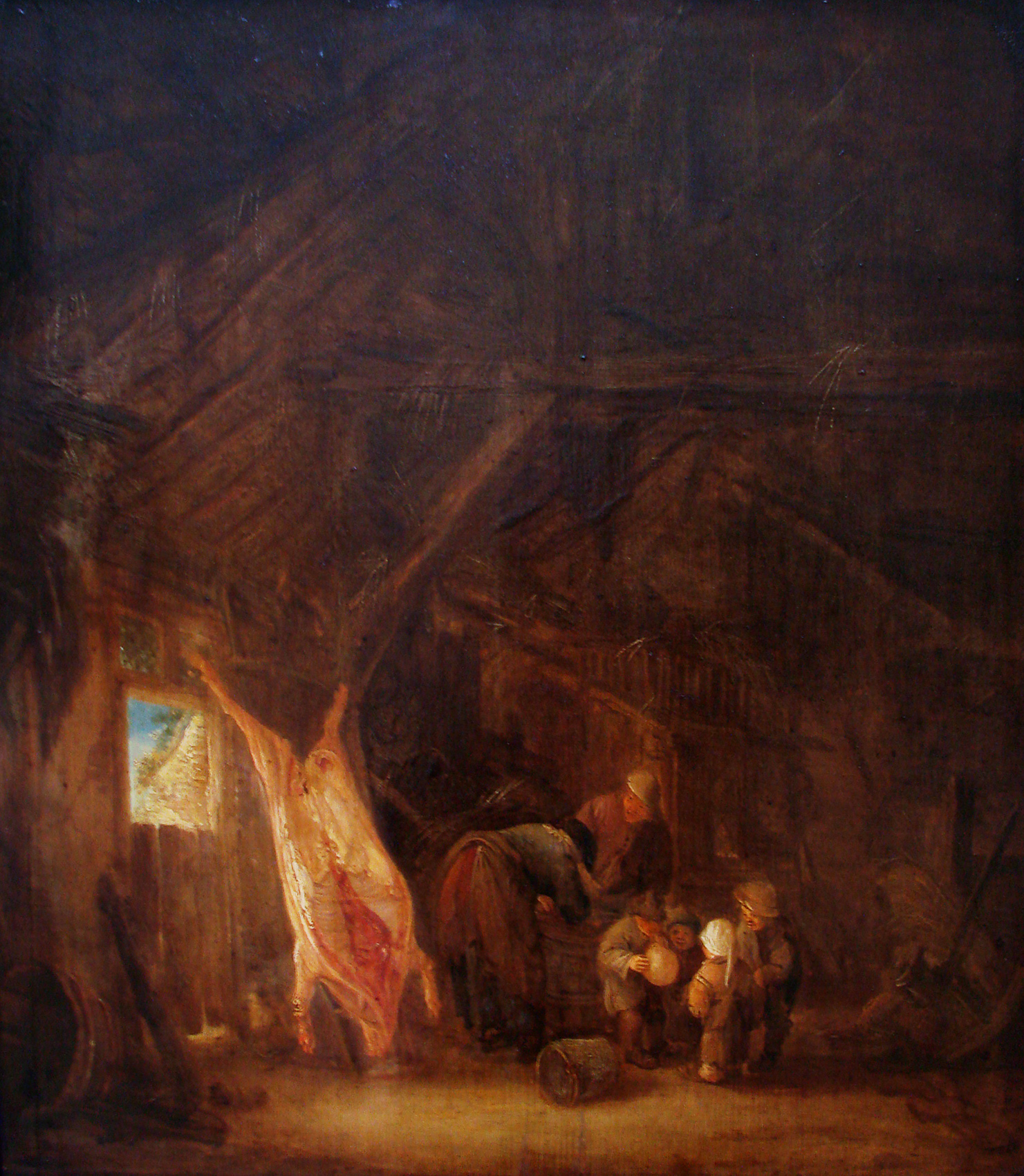
Despiece del cerdo, Museo de Bellas Artes de Lille.
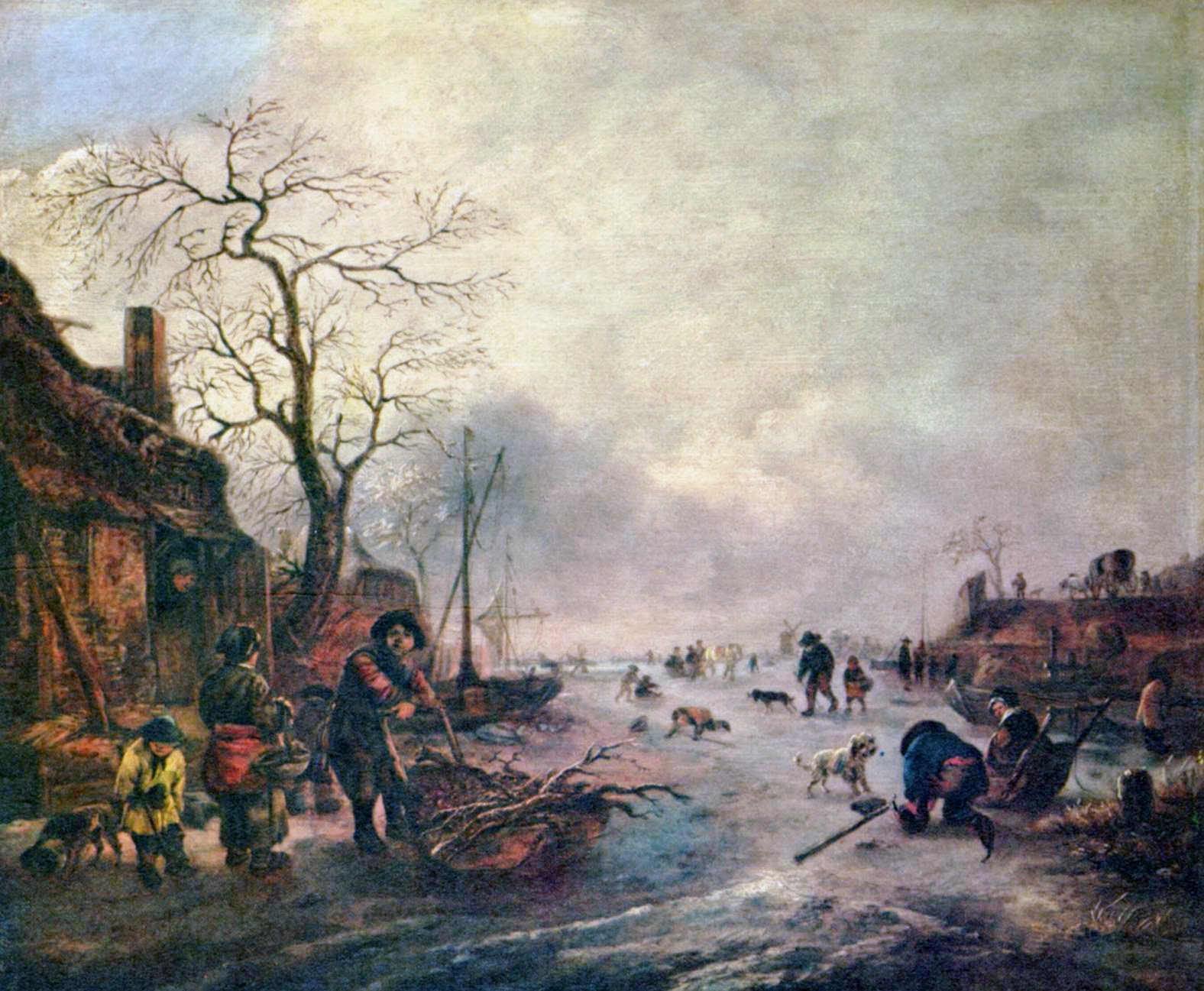
Atracciones en el hielo, Gemäldegalerie, Dresde.
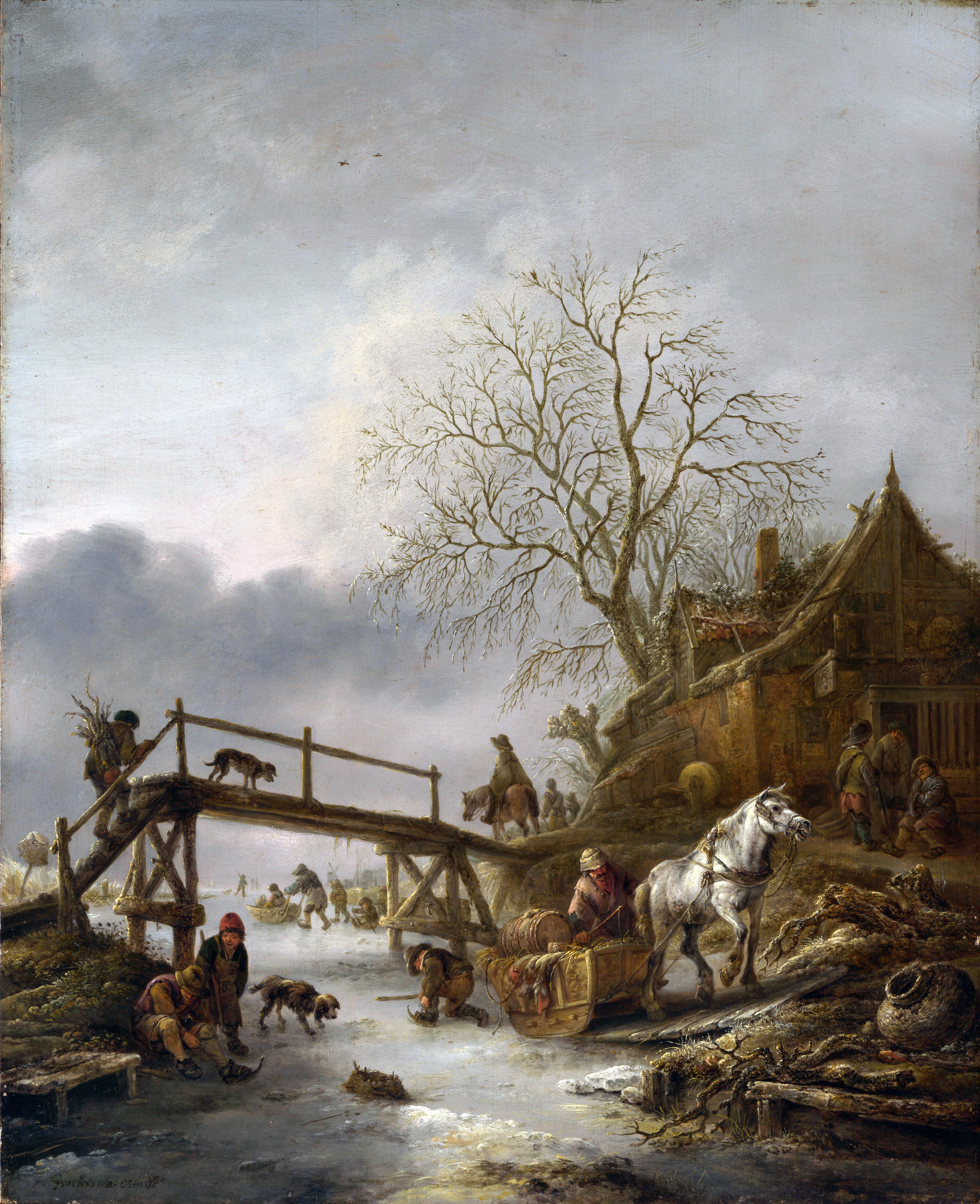
Vida en un río helado, Gemäldegalerie, Dresde.
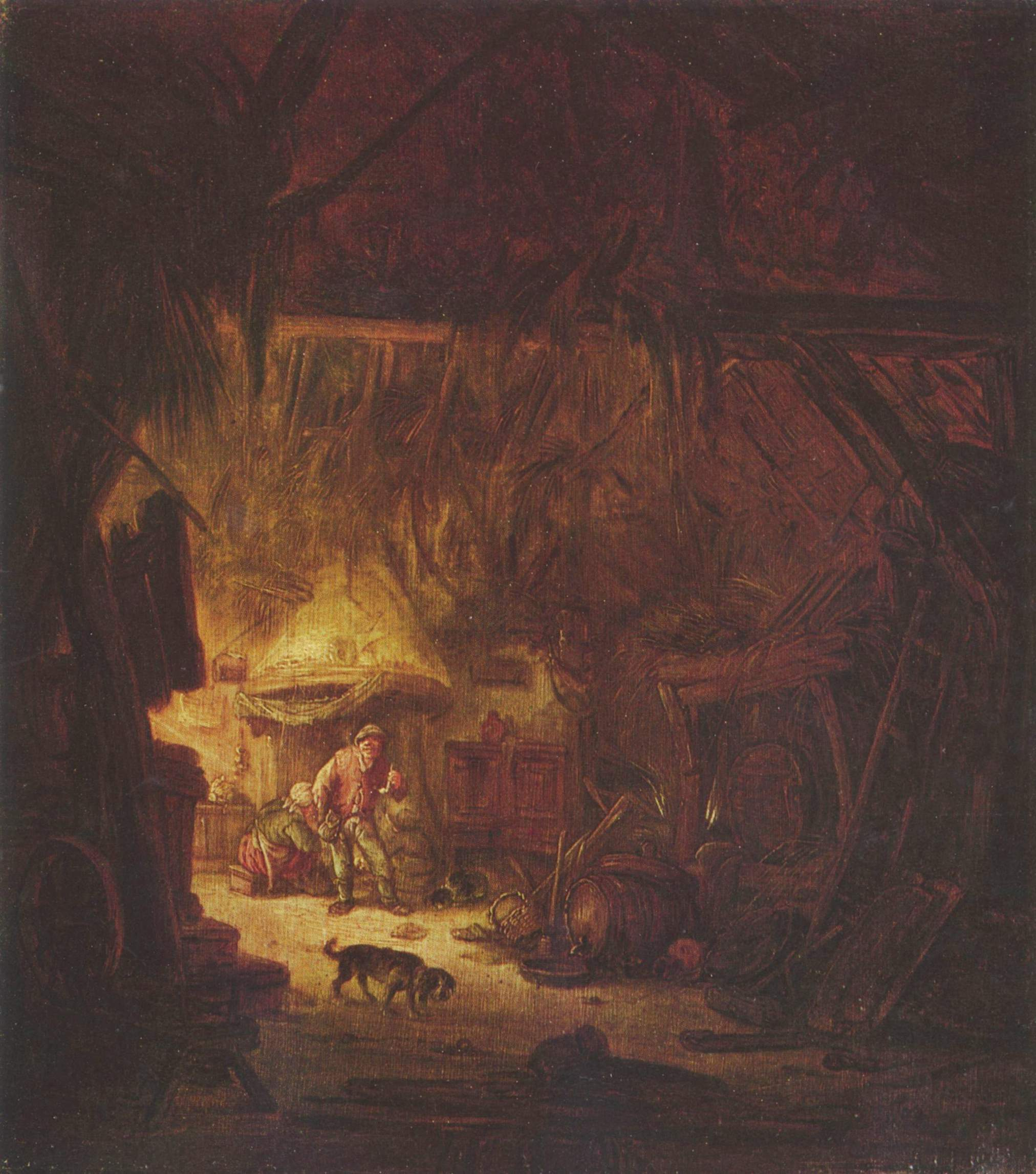
Interior de una casa de campo, Museo de Bellas Artes, Budapest.
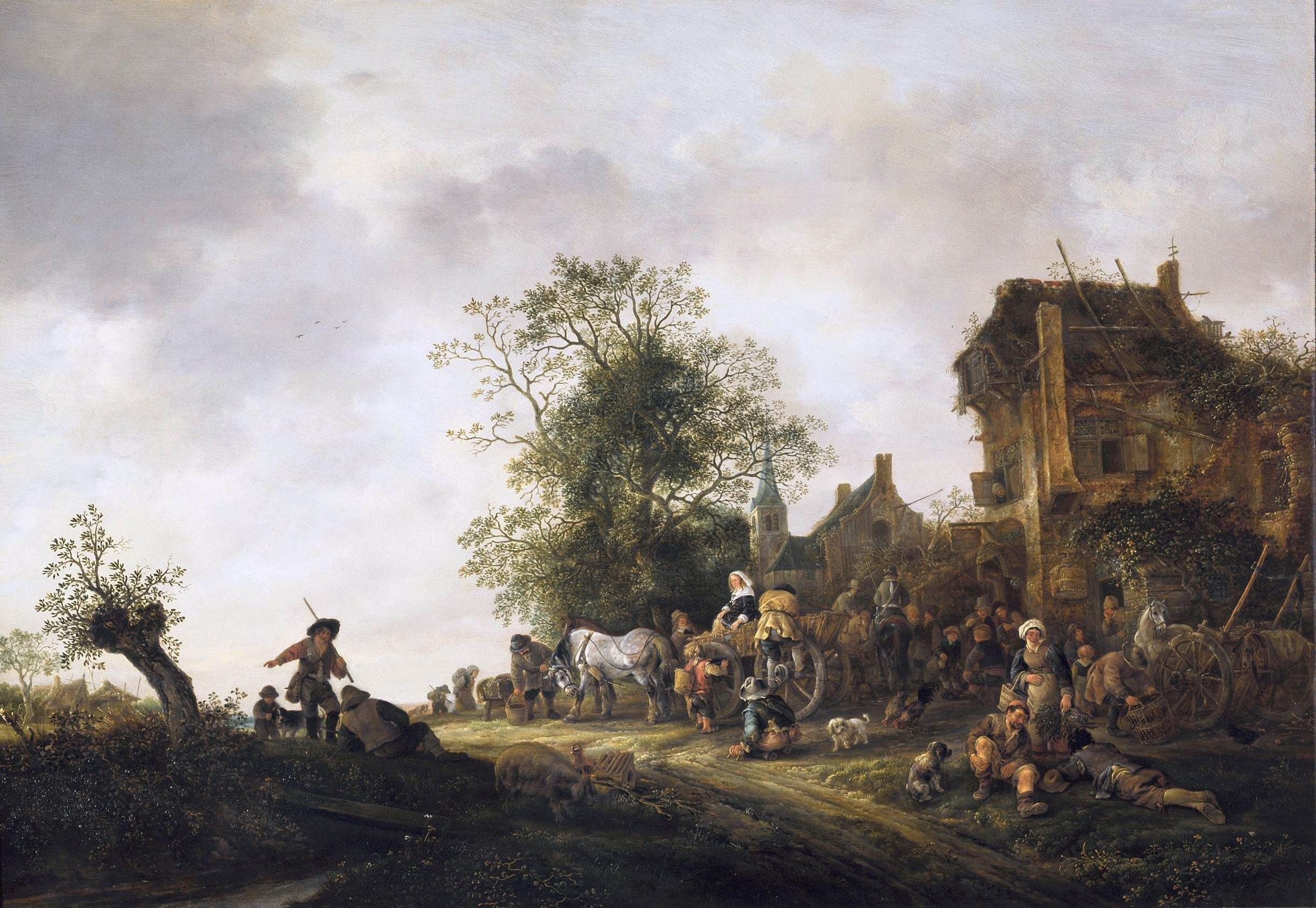
Viajeros en una posada, 1645, Mauritshuis, La Haya.